# Conostaulo
Conostaulo o conostablo («condestable», diversamente en griego: κονόσταυλος, κονοσταῦλος o κονόσταβλος), después corrompido a contostaulo (en griego: κοντόσταυλος), fue un título tardío bizantino, adoptado de los normandos. La dignidad derivada de megaconostaulo (en griego: μέγας κονόσταυλος, «gran condestable») se convirtió en uno de los puestos más altos de la corte en el período Paleólogo (1261-1453) y fue otorgada a los generales de alto rango.

## Historia
El título fue adoptado en el siglo XI, bajo la influencia de los normandos de Sicilia, del francés connétable (condestable), que a su vez deriva del conde del establo (comes stabuli). En los siglos XI y XII, el conostaulo parece haber sido un título puramente honorario, aunque también puede haber reemplazado al conde del establo griego (komēs tou staulou), el descendiente directo del conde del establo del período romano tardío, en sus funciones.
En los últimos años del reinado del emperador de Nicea, Juan III Ducas Vatatzés, se creó el cargo de gran conostaulo, siendo el jefe de los mercenarios «francos» (es decir, de Europa occidental). Su primer titular fue el futuro emperador Miguel Paleólogo. Desde entonces, sin embargo, el título parece haberse separado de cualquier cargo en particular y se ha convertido en una dignidad puramente honoraria. Altamente clasificado en la jerarquía de la era Paleóloga, alcanzando el noveno lugar en la precedencia general, después del megaprimicerio, y por esta razón fue conferido a miembros de varias familias nobles bizantinas, así como a gobernantes extranjeros menores aliados al Imperio bizantino, como Licario y Leonardo II Tocco. Su atuendo distintivo se describe en el Libro de Oficios de Pseudo Codinos de mediados del siglo XIV: un sombrero de ala dorada (skiadion), una túnica cabadio de seda simple, pero sin el bastón habitual del cargo (dikanikion). Para ceremonias y festividades, llevaba el sombrero skaranikon con cúpula, de seda naranja y decorado con bordados de alambre de oro, y con un retrato esmaltado del emperador parado en frente y otro del emperador entronizado en la parte trasera. El título simple de conostaulo continuó en uso, al menos en el Despotado de Morea, pero sus funciones no están claras.

## Lista de megaconostaulos conocidos
| Nombre                                 | Tenencia         | Nombrado por                                     | Notas | Ref.                |
| -------------------------------------- | ---------------- | ------------------------------------------------ | --- | ------------------- |
| Miguel Paleólogo                       | 1253/1254-1259   | Juan III Ducas Vatatzés                          | Fue ascendido al rango después de su matrimonio con la sobrina del emperador en el invierno de 1253/4. Fue relevado cuando huyó a los turcos en el verano de 1256, pero regresó a su regreso a principios de 1257. Nombrado regente y coemperador de Juan IV Láscaris en 1259, fundador de la dinastía de los Paleólogos.                                                                                    | [ 9 ] [ 10 ]        |
| Miguel Cantacuceno                     | desconocido-1264 | Miguel VIII Paleólogo                            | Un general de Miguel VIII, y antepasado de la dinastía Cantacucenos. Primer gobernador de Monemvasia después de su recuperación de los latinos, fue asesinado en una escaramuza en Mesiskli en 1263/1264. | [ 11 ]              |
| Andrónico Tarcaniota                   | 1267-1272        | Miguel VIII Paleólogo                            | Sobrino de Miguel VIII, fue elevado a la dignidad por su matrimonio con la hija de Juan I Ducas de Tesalia, pero pronto desertó a su suegro, lo que resultó en renovadas hostilidades con Bizancio.. | [ 9 ] [ 12 ] [ 13 ] |
| Miguel Cabalario                       | desconocido-1277 | Miguel VIII Paleólogo                            | Un general de nacimiento distinguido, fue herido de muerte en la batalla de Farsalo contra Juan I Ducas de Tesalia. | [ 9 ] [ 14 ]        |
| Licario                                | después de 1277  | Miguel VIII Paleólogo                            | Lombardo renegado al servicio de los bizantinos, conquistó Eubea y varias islas del Egeo para el Imperio. Elegido al rango de megaduque, fue ascendido al puesto de megaconostaulo tras la muerte de Cabalario. | [ 9 ]               |
| Miguel Ducas Glabas Tarcaniota         | c. 1297          | Andrónico II Paleólogo                           | Uno de los generales más distinguidos de la era Paleóloga, más tarde ascendido a protostrator. | [ 9 ]               |
| Miguel Tornicio Comneno Asan Paleólogo | desconocido      | Andrónico II Paleólogo                           | El hijo mayor del zar Iván Asen III de Bulgaria y primo de Andrónico II, a quien estimó por su carácter y consejo. | [ 15 ]              |
| Juan Sinadeno                          | desconocido      | Andrónico II Paleólogo o Andrónico III Paleólogo | Hijo del megaestratopedarca Juan Sinadeno, un general bajo Miguel VIII. Un individuo relativamente oscuro, únicamente se lo menciona en las etapas finales de la guerra civil bizantina de 1321-1328, donde actuó como emisario de Andrónico III ante su abuelo. | [ 15 ]              |
| Alejo Cabasilas                        | c. 1339          | Andrónico III Paleólogo                          | Un soldado epirota, que ocupó la fortaleza de Buqueta contra Andrónico III, pero fue persuadido a renunciar a ella por Juan Cantacuceno. | [ 15 ]              |
| Miguel Monómaco                        | c. 1343          | Juan V Paleólogo                                 | Partidario de Alejo Apocauco y un soldado experimentado y capaz, Apocauco lo elevó a la dignidad durante la guerra civil bizantina de 1341-1347. | [ 15 ]              |
| Isaris                                 | desconocido      | Juan V Paleólogo                                 | Solo es conocido como el fundador del Nuevo Monasterio en Tesalónica, algún tiempo antes de 1376. | [ 15 ]              |
| Leonardo II Tocco                      | 1415-1418/1419   | Manuel II Paleólogo                              | Hermano menor de Carlo I Tocco, Manuel II lo elevó al título en la misma ocasión cuando le confirió el título de déspota a Carlo, y lo mantuvo hasta su muerte. Su hija Teodora Tocco se casó con Constantino XI Paleólogo en 1429, y a pesar de su muerte poco después, Jorge Frantzés informa que Constantino, por deferencia con su difunto suegro, se negó a nombrar a nadie más para el título vacante. | [ 16 ] [ 17 ]       |